# Гуаровая камедь
Гуаро́вая каме́дь, гуаровая смола́ (Е412) — полисахарид, галактоманнан из семян бобового растения гуара. Используется как пищевая добавка, относится к группе стабилизаторов, загустителей, эмульгаторов (Е400—Е499), в пищевой промышленности используется в качестве загустителя, способствующего повышению вязкости. Находит применение в медицине как биологически активная добавка.
По химическому составу гуара подобна камеди рожкового дерева (пищевая добавка E410). Является полимерным соединением, содержащим остатки маннозы и галактозы. Вещество обладает достаточной жёсткостью и повышенной эластичностью, хорошо растворимо в воде. Благодаря этим свойствам признаётся весьма эффективным эмульгатором и стабилизатором. При циклах замораживания и разморозки продуктов гуаровая камедь отличается хорошей устойчивостью, замедляет возникновение кристаллов льда, образуя структурированный гель.

## Физико-химические и биологические свойства
Основным свойством гуаровой камеди является способность замедлять кристаллизацию льда в различных замороженных продуктах, благодаря чему особенно часто она применяется в мороженом или в изготовлении разнообразных охлаждённых кондитерских изделий. Также в качестве стабилизатора добавка E412 может применяться в мясной промышленности, хлебопекарном производстве, увеличивая срок годности изделий и придавая им большую упругость и плотность. Кроме того, добавку используют в качестве стабилизатора для сыров и некоторых других молочных продуктов (кефир, йогурт, молоко), а также в желе, джемах и замороженных десертах. E412 улучшает внешний вид различных салатов, приправ и кетчупов. Также она содержится в сиропах и соках, различных пищевых концентратах, сухих супах, рыбных консервах, в различных маслах, жирах и даже в корме для домашних животных.
В организме человека гуаран практически не всасывается кишечником, поэтому считается, что он полезен для здоровья. Эта добавка уменьшает аппетит и эффективно снижает повышенный уровень насыщенных жиров и холестерина в организме. Также гуаровая камедь помогает выводить из кишечника токсины и вредные бактерии, увеличивает усваиваемость кальция организмом. Используется в диетическом питании, помогая обеспечивать чувство сытости в организме. Добавка E412 добавляется в диабетические препараты для замедления усваиваемости сахара в кишечнике.
В конце 1980 года в США добавка активно использовалась в препаратах для потери веса. В итоге по меньшей мере 10 человек были госпитализированы со смертельным исходом из-за блокировки пищевода в результате употребления препаратов в больших количествах при недостаточном потреблении жидкости. Позже проведённые учёными исследования доказали неэффективность гуаровой смолы в снижении веса.

## Получение
Гуаровую камедь получают экстракцией из семян растения Cyamopsis tetraganoloba — зернобобовой культуры, известной как гуар, или гороховое дерево, которую выращивают в основном в Индии и Пакистане. Кроме того гуаровую смолу производят в США, Африке, Канаде и Австралии.

## Назначение и применение

### Применение в пищевой промышленности
Гуаровая камедь (вязкостью 5000 сПз и 3500 сПз, в стандартном растворе) как стабилизатор консистенции увеличивает вязкость и желирующие свойства.
Вещество хорошо растворимо в холодной воде, совместимо с большинством других растительных гидроколлоидов, таких как агар-агар, каррагинан, камедь рожкового дерева, пектин, метилцеллюлоза, улучшающих консистенцию, такие комбинации могут оказать взаимно положительное влияние.
На предприятия пищевой промышленности поставляется в виде измельчённого порошка с бледно-белым оттенком.
Считается, что она практически не всасывается в кишечнике, способствует уменьшению аппетита и очень эффективно снижает уровень холестерина и насыщенных жиров в организме.
Используется при производстве соусов, йогуртов, мороженого.

### Применение гуаровой камеди в нефтебуровой промышленности
При использовании во время бурения нефтяных скважин гуаровая камедь предотвращает потерю воды из вязкого бурового раствора и хорошо суспензирует бентонитовую глину, используемую в буровом растворе.
Гуаровая камедь дешевле, чем большинство других загустителей бурового раствора, однако менее термостабильна, чем ксантановая камедь, при температурах выше 100 градусов С. В значительной мере это ограничение удаётся преодолеть при использовании её гидроксипропильных производных, которые являются более термостабильными.
Для повышения добычи нефти посредством гидравлического разрыва пласта в скважину под давлением закачивают расклинивающее средство, например, песок, суспензированный в загущённом гуаром или гидроксипропилгуаром растворе, с целью создания и расширения трещин в горных породах и обеспечения просачивания нефти/газа в скважину.
За счёт образования поперечных связей с боратом или ионами переходных металлов, Zr и Ti, часто происходит желатинизация in situ инъецированной гуаровой камеди. После завершения гидравлического разрыва гель разрушают и вымывают, причём после разрушения остаётся минимальное его количество. Применение в области добычи нефти является одним из основных применений гуаровой камеди.
Теоретически, существуют альтернативные камеди, которые также могли бы использовать для увеличения эффективности добычи нефти. Однако, на практике, эти вещества не могут конкурировать с гуаровой камедью. Например, камедь из рожкового дерева растворяется только в горячей воде, что делает ее неэффективной при разработке месторождений. Также, ксантановая камедь, хоть и обладает нужными свойствами, может потерять их под воздействием механических нагрузок, например, при закачке в скважину.

### Другие сферы применения гуаровой камеди
- Текстильная промышленность;
- Бумажная промышленность;
- Производство взрывчатых веществ;
- Косметическая промышленность;
- Угольная промышленность.